# Cheryl (cantante)
Cheryl Ann Tweedy, nota artisticamente come Cheryl (Newcastle upon Tyne, 30 giugno 1983), è una cantante, attrice e personaggio televisivo britannica.
Nota anche come Cheryl Cole e Cheryl Fernandez-Versini in virtù dei suoi precedenti matrimoni, con il calciatore inglese Ashley Cole e l'imprenditore francese Jean-Bernard Fernandez-Versini, esordì come cantante nel 2002 nel gruppo femminile Girls Aloud, che durante gli anni duemila pubblicò cinque album di inediti e numerosi singoli di successo, divenendo il gruppo di maggior successo nel Regno Unito del XXI secolo fino al 2012.
Nel 2009, pur continuando a far parte del gruppo, debuttò anche come solista con l'album 3 Words, da cui furono estratti il singolo omonimo con Will.i.am e Fight for This Love, che riscossero successo nelle classifiche europee. Successivamente ha pubblicato tre album in studio: Messy Little Raindrops (2010), A Million Lights (2012) e Only Human (2014) ottenendo successo soprattutto nel Regno Unito, raggiungendo cinque volte la prima posizione della Official Singles Chart e due volte quella della Official Albums Chart.
Parallelamente è divenuta un volto noto della televisione britannica, divenendo giudice e coach nei programmi The X Factor UK e The Greatest Dancer. Cheryl ha inoltre recitato in film e a teatro.

## Biografia
Figlia di Joan Callaghan e Garry Tweedy, Cheryl è cresciuta a Newcastle upon Tyne. Ha due fratelli maggiori dal lato materno (Joe e Andrew) ed un fratello minore (Garry), i suoi genitori si separano quando lei aveva 11 anni. All'età di 16 anni lascia la scuola per lavorare in un pub.
La cantante è stata introdotta nel mondo dello spettacolo fin da bambina. Già da piccola infatti ha ottenuto piccoli ruoli in televisione come protagonista di alcuni spot pubblicitari e ha partecipato a vari concorsi, vincendone alcuni. Dopo una gavetta composta da esibizioni in locali notturni britannici, nei quali interpretava canzoni proprie e cover di successi di Madonna.

### Gli esordi con le Girls Aloud

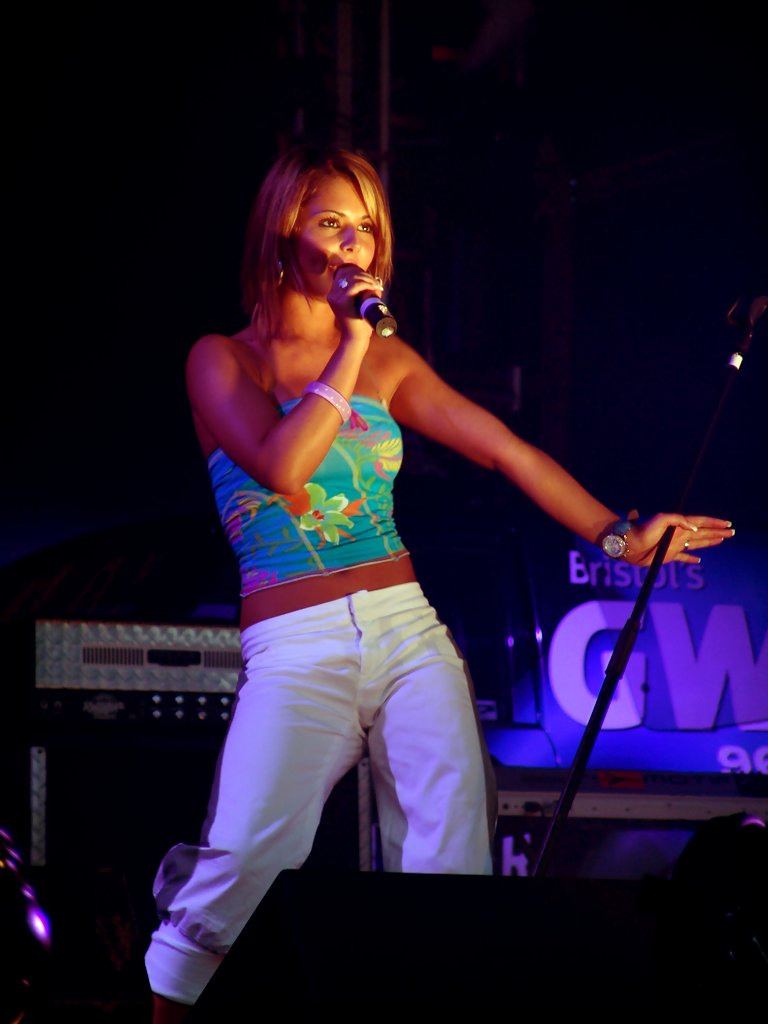
Cheryl Cole in esibizione con le Girls Aloud

Nel 2002, a 19 anni, ha partecipato alla trasmissione televisiva Popstars: The Rivals in Inghilterra, programma il cui obiettivo era creare un gruppo musicale pop composto da cinque ragazze. Dopo diverse settimane di sfide, la cantante è arrivata in finale ed è risultata tra le vincitrici della trasmissione, insieme a Nicola Roberts, Sarah Harding, Kimberley Walsh e Nadine Coyle, formando così le Girls Aloud. Il gruppo ha ottenuto un contratto con l'etichetta discografica Polydor e ha debuttato ufficialmente nel dicembre del 2002. Il primo singolo Sound of Underground, che ha anticipato l'uscita dell'omonimo album, ha raggiunto la prima posizione della classifica britannica ed è rimasto in vetta per quattro settimane consecutive.
Per tutti gli anni duemila il gruppo ha pubblicato numerosi album e singoli che hanno scalato le classifiche locali, permettendo alle cinque protagoniste di raggiungere una grande notorietà in Regno Unito venendo spesso richieste anche come testimonial per note marche. Il gruppo, dopo aver pubblicato cinque album di successo, è rimasto lontano dalle scene musicali dalla primavera del 2009, per permettere alle componenti di dedicarsi ad alcuni progetti per i quali sono impegnate singolarmente. Dopo la lunga inattività, le Girls Aloud nel 2013 intraprendono il loro ultimo tour e successivamente comunicano il proprio scioglimento il 21 marzo 2013.

### 2008-2009:3 Words, il debutto come solista e X Factor

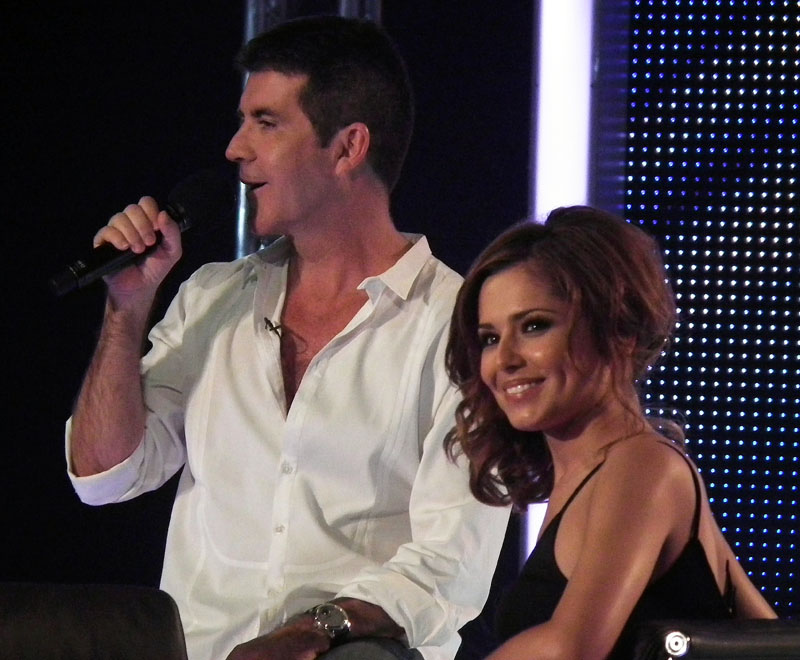
Cheryl e Simon Cowell, ideatore di X Factor

Pur non separandosi dal gruppo che l'ha portata alla notorietà, il 5 maggio 2008 pubblica il primo lavoro solista: ha infatti collaborato con will.i.am per il suo singolo Heartbreaker. Sempre nel 2008 è stata scelta come giudice dell'edizione britannica di X Factor, portando alla vittoria Alexandra Burke, concorrente della quale era mentore. Lo stesso risultato si è verificato nell'edizione successiva, andata in onda nel 2009, con la vittoria di Joe McElderry.
Il 19 ottobre 2009 è uscito il suo primo singolo da solista intitolato Fight for This Love, che ha anticipato il suo album di debutto, 3 Words, pubblicato il 23 ottobre dello stesso anno dall'etichetta discografica Fascination, che ha raggiunto la prima posizione della classifica britannica e la seconda di quella irlandese. La promozione del disco è poi proseguita con il secondo singolo estratto dall'album, 3 Words, brano che ha dato il titolo al disco interpretato insieme a will.i.am, componente dei Black Eyed Peas che ha curato anche la scrittura e la produzione del primo album della cantante.
Il singolo, pubblicato nel mese di dicembre, ha raggiunto la quarta posizione in Regno Unito e la settima in Irlanda ed è stato diffuso in tutta Europa, segnando l'esordio internazionale della cantante. Il pezzo in Italia ha avuto un buon riscontro raggiungendo la settima posizione della classifica dei singoli ed ha anticipato in tutta Europa la pubblicazione del suo primo album, uscito a metà febbraio del 2010 sotto l'etichetta discografica Universal.
Nello stesso mese ha collaborato all'incisione del singolo Everybody Hurts, cover dell'omonima canzone dei R.E.M. realizzata per beneficenza insieme ad altri artisti tra cui Mariah Carey, Mika e Kylie Minogue in occasione del terremoto di Haiti del 2010. Il progetto è stato organizzato da Simon Cowell e accreditato come "Helping Haiti".
La promozione del disco in Europa è proseguita con la pubblicazione di Fight for This Love in diversi stati europei, ottenendo buoni risultati nelle classifiche, tra cui la massima posizione in Danimarca e la seconda posizione della classifica mondiale. Contemporaneamente, nel mese di marzo, in Regno Unito e Irlanda è stato pubblicato il brano Parachute, anche questo di buon successo commerciale.

### 2010:Promise ThiseMessy Little Raindrops
La cantante ha lavorato sul suo secondo disco, collaborando con artisti come Ryan Tedder, RedOne, Fernando Garibay e Ellie Goulding Il primo singolo tratto dal nuovo disco, la canzone Promise This è stato diffuso in radio nel Regno Unito il 14 settembre 2010, seguito pochi giorni dopo dalla rotazione televisiva, accompagnato da un video. Il singolo è stato ufficialmente pubblicato il 24 ottobre seguente ottenendo un immediato successo commerciale in Irlanda e Regno Unito e ha anticipato di alcune settimane l'uscita del secondo album della cantante, Messy Little Raindrops, pubblicato in Regno Unito il 1º novembre 2010 e alla fine dello stesso mese nel resto d'Europa.

### 2012:Call My NameeA Million Lights
Nell'aprile del 2012 è stato presentato alle radio un nuovo brano, Call My Name, che anticipa la pubblicazione del terzo album da solista della cantante. Il singolo, nonostante la diffusione radiofonica sia partita nel mese di aprile e la presentazione del video sia prevista per il 2 maggio seguente, sarà ufficialmente reso disponibile per l'acquisto nel mese di giugno, una settimana prima dell'album di provenienza, il cui titolo è A Million Lights che è stato pubblicato il 15 giugno 2012 in Irlanda e in Brasile dalle etichette discografiche Polydor Records, Universal e Fascination. Call My Name ha debuttato alla 1ª posizione nella classifica del Regno Unito vendendo oltre 152 000 copie mentre Under the Sun, secondo singolo estratto, è stato pubblicato ufficialmente il 10 settembre 2012. Nonostante ciò, il brano ha già debuttato nella UK Singles Chart, alla 57ª posizione nella prima settimana di agosto poiché reso disponibile in download digitale proprio nello stesso mese. A Million Lights debutta, invece, al secondo posto nel Regno Unito vendendo 34 934 copie, solo 3 000 copie in meno rispetto all'album più venduto ovvero Believe di Justin Bieber. È il primo album della cantante a non debuttare al primo posto nella Official Albums Chart ed a non vendere almeno 100 000 copie nella prima settimana; 3 Words aveva, infatti, venduto 125.271 mentre Messy Little Raindrops, 105.431. Per commercializzare il suo disco, nell'ottobre del 2012, Cheryl intraprende il suo primo tour intitolato, A Million Lights Tour. Il tour prevede 11 date: 2 in Irlanda, 1 in Scozia e 8 in Inghilterra.

### 2014-2015: ritorno a X Factor eOnly Human
Nella primavera è tornata a far parte del cast di The X Factor in Regno Unito, affiancando ancora una volta Simon Cowell e Louis Walsh e la nuova giudice Melanie B, gestendo la categoria "Girls" e portando in semifinale Lauren Platt. Subito dopo si è esibita al Summertime Ball, festival annuale tenutosi il 21 giugno al Wembley Stadium. Nello stesso mese è stato diffuso in airplay un nuovo singolo in collaborazione con Tinie Tempah, Crazy Stupid Love, e il relativo video; pubblicato ufficialmente nel mese di luglio, ha debuttato al primo posto della classifica britannica dei singoli più venduti. Il singolo è stato seguito, nel mese di novembre, da I Don't Care, che a sua volta ha raggiunto la vetta della classifica britannica, e dalla pubblicazione il 10 novembre di Only Human, suo quarto album da solista. Un altro singolo, la title track Only Human, è stato pubblicato nei mesi seguenti in versione remix, senza tuttavia ottenere successo.
Nella primavera del 2015 è tornata ancora una volta a ricoprire il ruolo di giudice di The X Factor, stavolta al fianco di Simon Cowell, Rita Ora e Nick Grimshaw, guidando la categoria "Gruppi", abbandonando subito dopo la trasmissione decidendo così di dedicarsi maggiormente alla carriera musicale.

### 2018-presente: nuovi progetti e reunion con le Girls Aloud

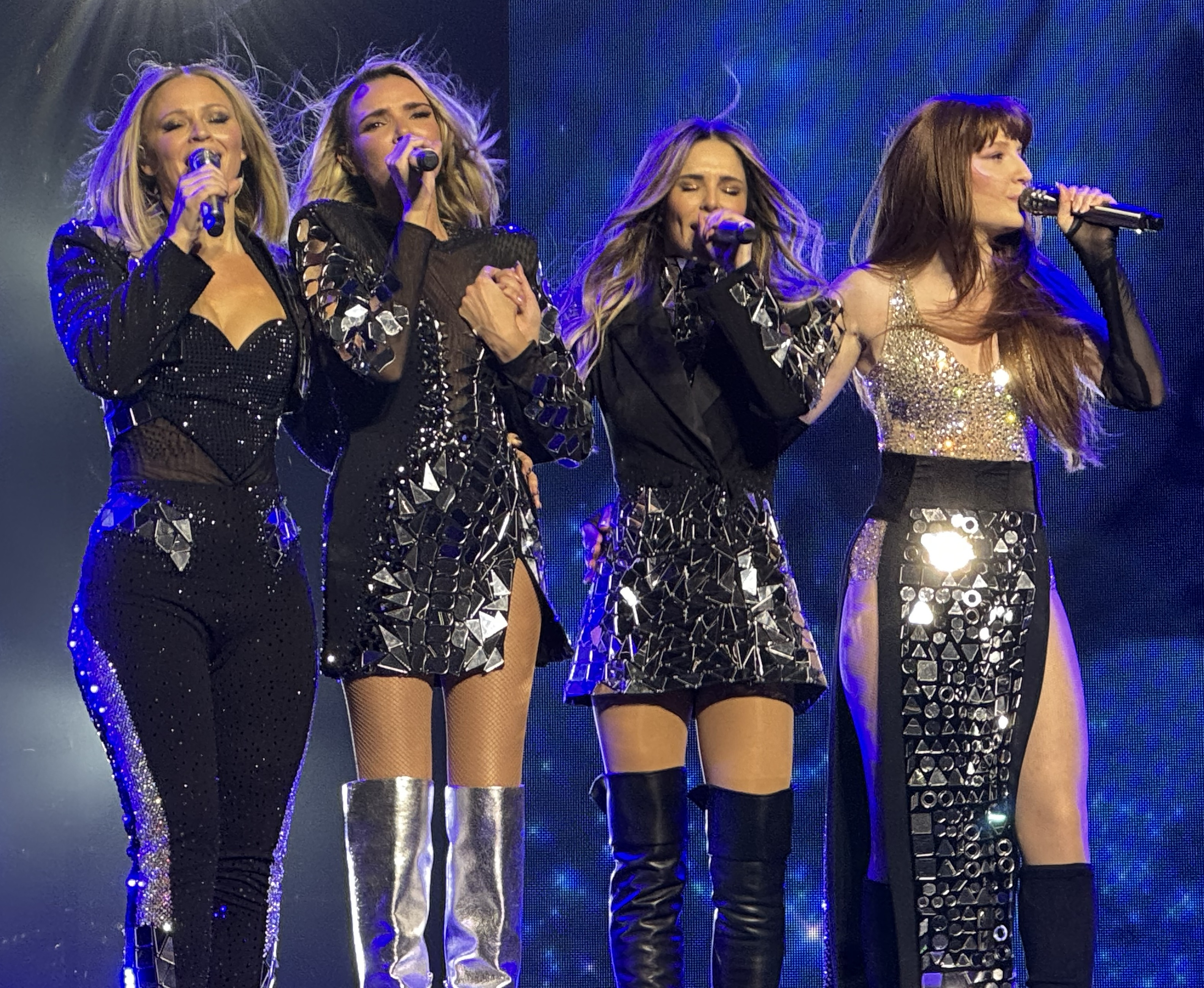
Kimberley Walsh, Nadine Coyle, Cheryl e Nicola Roberts nel corso del concerto al The O2 Arena nel 2024

A luglio 2018, Cheryl ha annunciato che il suo quinto album era quasi pronto e che aveva co-scritto tutte le tracce insieme al produttore Naughty Boy ed alla sua collega Nicola Roberts. Successivamente la cantante ha firmato un contratto con la casa discografica 3Beats ed ha lanciato il singolo Love Made Me Do It, brano alla cui stesura hanno partecipato anche Kylie Minogue e Natasha Bedingfield. Cheryl si è esibita con il brano a X Factor UK, destando polemiche a causa di uno ritenuto troppo esplicito sessualmente da gran parte del pubblico. Segue il singolo Let You.
Nel 2019, Cheryl ha partecipato al programma televisivo The Greatest Dancer in qualità di giudice, e recitato nel film Four Kids and It di Andy De Emmony. Nell'agosto del 2021, Cheryl ha lanciato un podcast in 12 puntate sulla musica R&B intitolato You, Me & R&B with Cheryl su BBC Soundse BBC Radio 2. Tra gennaio e aprile del 2023 debutta al Lyric Theatre al West End di Londra come attrice protagonista dello spettacolo 2:22 A Ghost Story.
Nel 2024, si è riunita con le Girls Aloud per un tour nel Regno Unito e in Irlanda, per celebrare i 21 anni del gruppo e ricordare la loro compagna di band Sarah Harding, deceduta nel 2021.

## Vita privata
Dal 2005 al 2010 è stata sposata con il calciatore Ashley Cole, relazione terminata con un divorzio dovuto ad una relazione extraconiugale del calciatore.
Il 7 luglio 2014 sposa in segreto l'imprenditore francese Jean-Bernard Fernandez-Versini, da cui si è separata nell'agosto 2015, per poi chiedere il divorzio il gennaio successivo.
Alla fine del 2015 ha iniziato una relazione con il cantante Liam Payne degli One Direction, conosciuto nell'edizione di X Factor 2008 e rivisto durante l'edizione di X Factor 2010, dal quale ha avuto un figlio di nome Bear nato il 22 marzo 2017. Nel luglio 2018 la coppia ha annunciato la fine della loro storia.

## Discografia

### Con le Girls Aloud
- 2003 – Sound of the Underground
- 2004 – What Will the Neighbours Say?
- 2005 – Chemistry
- 2006 – The Sound of Girls Aloud
- 2007 – Tangled Up
- 2008 – Out of Control
- 2012 – Ten

### Da solista
- 2009 – 3 Words
- 2010 – Messy Little Raindrops
- 2012 – A Million Lights
- 2014 – Only Human

## Filmografia

### Film
- St. Trinian's regia di Oliver Parker e Barnaby Thompson (2007)
- Che cosa aspettarsi quando si aspetta regia di Kirk Jones (2012)
- Four Kids and It regia di Andy De Emmony (2020)

## Programmi televisivi
- The Friday Night Project (2007) - presentatrice
- The X Factor UK (2008, 2010, 2014-2015, 2017) - coach e giudice
- Cheryl Cole's Night In  (2009) - presentatrice e cantante
- The X Factor USA (2011) - coach e giudice
- The Greatest Dancer (2019-2020) - coach
- RuPaul's Drag Race UK (2020) - giudice

## Radio
- You, Me & R&B (BBC Radio 2, 2021) - conduttrice

## Teatrografia
- 2:22 A Ghost Story di Danny Robins, regia di Matthew Dunster . Lyric Theatre di Londra (2023)